# Joan Garau Salvà
Joan Garau Salvà (Llucmajor, Mallorca, 1927 - Palma, 2007) fou un metge i pèrit agrícola mallorquí que destacà en el camp de l'avicultura i de l'apicultura.
Joan Garau es llicencià el 1951 en medicina i cirurgia a la Universitat de València; el 1955 es diplomà en sanitat a l'escola Nacional de Sanitat, de Madrid; i el 1964 s'especialitzà en cirurgia general, en traumatologia i en cirurgia ortopèdica a la Universitat de Madrid. És autor d'Apuntes de otorrinolaringología del 1952. El 1966 patentà, juntament amb Juan Antonio Pérez Navalón, un aparell per a l'estimulació de la musculatura humana i animal (nervi artificial).
Afeccionat a la biologia, el 1945 obtingué el títol de pèrit agrícola i publicà, conjuntament amb el seu germà Antoni Garau Salvà, també metge, especialista en urologia, diversos estudis sobre la crida d'ocells domèstics: El periquito, el 1945; El canario, el 1952; La paloma, el 1965. Fou president de l'Associació Balear d'Apicultors entre 1981 i 1987 i publicà Curso superior de apicultura el 1990.